# Spullerbach
Spullerbach er den højre kildeflod til Lech i Vorarlberg i Østrig. Floden udspringer af Spullersee i Lechtaler Alperne. Spullerbach er omkring 10 km lang og løber få kilometer før byen Lech sammen med Formarinbach og danner floden Lech
47°11′42″N 10°03′16″Ø / 47.1949°N 10.0544°Ø